# Altusried
Altusried település Németországban, azon belül Bajorországban. Lakosainak száma 10 430 fő (2023. december 31.). Altusried Buchenberg, Wiggensbach és Kempten községekkel határos.

## Népesség
A település népessége az elmúlt években az alábbi módon változott:
| Lakosok száma | 6652 | 6656 | 9874 | 9875 | 9950 | 10 060 | 10 029 | 10 086 | 10 378 | 10 430 |
|               | 1970 | 1975 | 2011 | 2012 | 2014 | 2015   | 2017   | 2019   | 2022   | 2023   |